# Enceinte de Colmars
L'enceinte de Colmars est une enceinte située à Colmars, en France.

## Description
L'enceinte de Colmars est composée d'une muraille, ainsi que de deux forts : le fort de France, et le fort de Savoie.

## Localisation
L'enceinte est située sur la commune de Colmars, dans le département français des Alpes-de-Haute-Provence.

## Historique
L'édifice est classé au titre des monuments historiques en 1923. A la fin des années 1970, la commune de Colmars a entrepris une vaste campagne de restauration de l'enceinte et des forts, et débloque un montant de 40 000 francs, pour ces entretiens, soit ¼ de l'enveloppe globale des investissements. 